# Georg Philipp Harsdörffer
Georg Philipp Harsdörffer (ur. 1 listopada 1607 w Fischbach, obecnie część Norymbergi, zm. 17 września 1658 w Norymberdze) – niemiecki poeta, teoretyk literatury, tłumacz, purysta językowy.

## Życiorys
Urodził się w protestanckiej rodzinie patrycjuszy jako jedno z ośmiorga dzieci W latach 1623–1626 studiował filozofię, filologię, matematykę, nauki przyrodnicze i prawo na uniwersytetach w Altdorfie i Strassburgu. Po studiach odbył podróż edukacyjną po Szwajcarii, Niderlandach, Włoszech i Francji. Od 1634 pracował w zawodzie prawnika, był też – do końca życia – członkiem rady miejskiej w Norymberdze. W 1642 został przyjęty do Towarzystwa Owocodajnego (miał tam przydomek Der Spielende – Bawiący się). Dwa lata później utworzył z Johannesem Clajusem towarzystwo literackie Pegnesischer Blumenorden ( Der Hirten- und Blumenorden an der Pegnitz), jedyne barokowe stowarzyszenie, które istnieje do dziś, potem przystąpił do innego stowarzyszenia Deutschgesinnte Genossenschaft (zostało założone przez Philippa Zesena w Hamburgu).

## Twórczość
Uprawiał różne formy literackie i naukowe, pozostawił po sobie 50-tomowy dorobek pisarski. Pisał wiersze, teksty-dialogi, teksty teoretyczno-językowe, m.in. Poetischer Trichter. Die Teutsche Dicht- und Reimkunst / ohne Behuf der Lateinischen Sprache (3 tomy) (lata 1647–1653). W rozprawce Schutzschrift für die Teutsche Spracharbeit pisze o czystości i „cnotliwości” (Keuschheit) „prastarego” języka niemieckiego i o szkodach powodowanych przez inne języki, głównie łacinę.
Wywarł znaczący wpływ na twórczość innych autorów barokowych. W okresie oświecenia zapomniany, ale w okresie romantyzmu powróciło zainteresowanie jego twórczością. Tłumaczył teksty z języka włoskiego, hiszpańskiego, łaciny.
Był przedstawicielem towarzyskiej poezji barokowej, która miała uczyć przez zabawę. Nawiązywał do włoskich wzorców renesansowych. Jego 8-tomowe Frauenzimmer-Gesprächsspiele (1642) („Zabawy dialogowe pokojówek”) składają się z przysłów, wierszy dydaktycznych, opowiadań historycznych, komedii. Zawierają m.in. dyskusję na temat wyrazów obcych w języku niemieckim. W tej dyskusji kobiety są bardziej niż mężczyźni krytyczni wobec zapożyczeń. Sam Harsdörffer zajmował dosyć umiarkowane stanowisko: uznawał za uzasadnione używanie wyrazów obcych tam, gdzie wypełniają one luki w słownictwie niemieckim i są zasymilowane pod względem pisowni i wymowy. Od Harsdörffera pochodzą takie zniemczenia jak: Aufzug (Akt), beobachten (observieren), Bleistift (Crayon), Brennpunkt (Focus), Briefwechsel (Korrespondenz), Durchmesser (Diameter), Fernglas (Teleskop), Irrgarten (Labirynth), Schwerpunkt (Centrum), Selbstmord (Suicidium), Wortspiel (Jeu de mots).